# Вулиця Василя Симоненка (Київ)
Ву́лиця Василя́ Симоне́нка — вулиця в Голосіївському районі міста Києва, місцевість Голосіїв. Пролягає від вулиці Юлії Здановської до вулиць Михайла Максимовича й Степана Рудницького.

## Історія
Вулиця названа в 1999 році на честь поета Василя Симоненка. Станом на 2015 рік фактично сформовано половину вулиці від вулиць Михайла Максимовича й Степана Рудницького.